# Boreogalba gladifer
Boreogalba gladifer är en stekelart som beskrevs av Mackauer 1962. Boreogalba gladifer ingår i släktet Boreogalba och familjen bracksteklar. Inga underarter finns listade.